# Église Saint-Médard de Bussy-en-Othe
L'église Saint-Médard est une église catholique située sur la commune de Bussy-en-Othe, dans le département de l'Yonne, en France.

## Historique
L'édifice est classé au titre des monuments historiques en 1922.